# Arcidiocesi di Maseru
L'arcidiocesi di Maseru (in latino Archidioecesis Maseruena) è una sede metropolitana della Chiesa cattolica in Lesotho. Nel 2023 contava 495.181 battezzati su 987.222 abitanti. È retta dall'arcivescovo Gerard Tlali Lerotholi, O.M.I.

## Territorio
L'arcidiocesi comprende per intero i distretti di Berea e Maseru e in parte quello di Thaba-Tseka in Lesotho.
Sede arcivescovile è la città di Maseru, dove si trova la cattedrale di Nostra Signora delle Vittorie.
Il territorio è suddiviso in 36 parrocchie.

## Storia
La prefettura apostolica del Basutoland fu eretta l'8 maggio 1894, ricavandone il territorio dal vicariato apostolico di Kimberley in Orange (oggi diocesi di Kimberley).
Il 18 febbraio 1909 la prefettura apostolica fu elevata a vicariato apostolico con il breve Ex hac beati Petri di papa Pio X.
L'11 gennaio 1951 con la bolla Suprema Nobis di papa Pio XII il vicariato apostolico fu elevato a diocesi e assunse il nome di diocesi di Maseru. Originariamente era suffraganea dell'arcidiocesi di Bloemfontein.
L'11 dicembre 1952 cedette una porzione del suo territorio a vantaggio dell'erezione della diocesi di Leribe.
Il 3 gennaio 1961 ha ceduto un'altra porzione di territorio a vantaggio dell'erezione della diocesi di Qacha's Nek e nel contempo è stata elevata al rango di arcidiocesi metropolitana con la bolla Etsi priores di papa Giovanni XXIII.
Il 10 novembre 1977 ha ceduto un'ulteriore porzione di territorio a vantaggio dell'erezione della diocesi di Mohale's Hoek.

## Cronotassi dei vescovi
Si omettono i periodi di sede vacante non superiori ai 2 anni o non storicamente accertati.
- Jules-Joseph Cénez, O.M.I. † (1897 - 24 maggio 1930 dimesso)
  - Sede vacante (1930-1933)
- Joseph Bonhomme, O.M.I. † (25 aprile 1933 - 8 marzo 1947 dimesso)
- Joseph Delphis Des Rosiers, O.M.I. † (11 marzo 1948 - 3 gennaio 1961 nominato vescovo di Qacha's Nek)
- Emanuel Mabathoama, O.M.I. † (3 gennaio 1961 - 20 settembre 1966 deceduto)
- Alfonso Liguori Morapeli, O.M.I. † (13 aprile 1967 - 17 maggio 1989 deceduto)
- Bernard Mosiuoa Mohlalisi, O.M.I. † (11 giugno 1990 - 30 giugno 2009 ritirato)
- Gerard Tlali Lerotholi, O.M.I., dal 30 giugno 2009

## Statistiche
L'arcidiocesi nel 2023 su una popolazione di 987.222 persone contava 495.181 battezzati, corrispondenti al 50,2% del totale.
| anno | popolazione | popolazione | popolazione | presbiteri | presbiteri | presbiteri | presbiteri                | diaconi | religiosi | religiosi | parrocchie |
| anno | battezzati  | totale      | %           | numero     | secolari   | regolari   | battezzati per presbitero | diaconi | uomini    | donne     | parrocchie |
| ---- | ----------- | ----------- | ----------- | ---------- | ---------- | ---------- | ------------------------- | ------- | --------- | --------- | ---------- |
| 1950 | 190.650     | 560.550     | 34,0        | 122        | 4          | 118        | 1.562                     |         | 97        | 440       | 44         |
| 1969 | 228.417     | 547.332     | 41,7        | 106        | 6          | 100        | 2.154                     |         | 187       | 400       | 41         |
| 1980 | 223.000     | 402.000     | 55,5        | 62         | 6          | 56         | 3.596                     |         | 114       | 307       | 30         |
| 1990 | 264.452     | 464.696     | 56,9        | 90         | 11         | 79         | 2.938                     |         | 109       | 283       | 31         |
| 1999 | 265.034     | 464.862     | 57,0        | 66         | 25         | 41         | 4.015                     |         | 95        | 265       | 33         |
| 2000 | 245.402     | 469.510     | 52,3        | 73         | 27         | 46         | 3.361                     |         | 97        | 254       | 35         |
| 2001 | 246.629     | 471.857     | 52,3        | 75         | 32         | 43         | 3.288                     |         | 98        | 288       | 35         |
| 2002 | 246.752     | 472.092     | 52,3        | 77         | 31         | 46         | 3.204                     |         | 96        | 283       | 41         |
| 2003 | 246.875     | 472.328     | 52,3        | 80         | 31         | 49         | 3.085                     |         | 105       | 278       | 41         |
| 2004 | 246.998     | 472.564     | 52,3        | 82         | 30         | 52         | 3.012                     |         | 115       | 275       | 41         |
| 2007 | 364.858     | 813.362     | 44,8        | 87         | 28         | 59         | 4.193                     | 1       | 119       | 267       | 38         |
| 2013 | 436.502     | 829.000     | 52,7        | 81         | 32         | 49         | 5.388                     |         | 90        | 320       | 42         |
| 2016 | 432.000     | 835.000     | 51,7        | 109        | 24         | 85         | 3.963                     |         | 127       | 333       | 36         |
| 2019 | 465.306     | 931.469     | 50,0        | 63         | 23         | 40         | 7.385                     |         | 69        | 212       | 36         |
| 2021 | 474.802     | 950.478     | 50,0        | 63         | 23         | 40         | 7.536                     |         | 69        | 205       | 36         |
| 2023 | 495.181     | 987.222     | 50,2        | 62         | 23         | 39         | 7.986                     |         | 65        | 184       | 36         |